# Robert Lindner
Pour les articles homonymes, voir Lindner.
Robert Lindner (né le 19 juin 1916 à Vienne, mort le 6 juin 1967 dans la même ville) est un acteur autrichien.

## Biographie
Après sa formation d'acteur, Lindner a des engagements dans le cabaret viennois ABC, lors de la saison 1937-1938 au théâtre d'Ostrava et de 1938 à 1945 au Deutsches Volkstheater de Vienne sous la direction de Walter Bruno Iltz. De 1946 à 1952, il joue au Wiener Kammerspiele et au Theater in der Josefstadt. En 1952, Lindner est engagé au Burgtheater, où il est membre permanent de l'ensemble jusqu'à sa mort prématurée en 1967. Il apparaît alors dans de nombreux rôles, principalement dans les rôles de l'amant élégant, du noble gentleman et du bon vivant soigné. Lindner est aussi convaincant dans des rôles mineurs et forme des portraits de personnages intensifs dans ces rôles.
Dans les années 1960, on le voit à plusieurs reprises à la télévision autrichienne et allemande dans des adaptations littéraires, dans des enregistrements théâtraux ou dans des adaptations télévisées de pièces de théâtre.
Avant la fin de la Seconde Guerre mondiale, il fait ses débuts en tant qu'acteur de cinéma dans le film musical Schrammeln (de). Il est également dans le film Am Abend nach der Oper, tourné dans le Salzkammergut peu avant la fin de la guerre. Après la guerre, il participe à quelques films musicaux autrichiens plutôt superficiels, des Heimatfilms et des comédies dans les années 1950 et 1960.
Robert Lindner est acteur à plusieurs reprises pour des pièces radiophoniques de l'Österreichischer Rundfunk, notamment en 1966 le comte dans La Ronde d'Arthur Schnitzler, mis en scène par Gustav Manker.
En reconnaissance de ses nombreuses années de travail en tant qu'acteur, Robert Lindner reçoit le titre de Kammerschauspieler en 1963.
Peu avant minuit le 6 juin 1967, Robert Lindner s'effondre dans la Wiener Stadthalle lors du combat du championnat d'Europe de boxe Hans Orsolics contre Conny Rudhof (probablement à la suite d'une crise cardiaque).

## Filmographie
- 1944 : Schrammeln (de)
- 1945 : Am Abend nach der Oper
- 1948 : Das andere Leben (de)
- 1949 : Das Siegel Gottes (de)
- 1950: Der Seelenbräu (de)
- 1950 : Une fille du tonnerre (de)
- 1952 : Verlorene Melodie
- 1952 : Ich hab' mich so an Dich gewöhnt (de)
- 1953 : Die Regimentstochter (de)
- 1956 : Ein Mann für Jenny (TV)
- 1956 : Dernière escale
- 1961 : Der Unbestechliche (TV)
- 1961 : Un homme dans l'ombre
- 1961 : Staatsaffären (TV)
- 1961 : Anatol (TV)
- 1961 : Eine Illustrierte, bitte! (TV)
- 1962 : Professor Bernhardi (TV)
- 1963 : Les filles aiment ça !
- 1963 : Alles gerettet (TV)
- 1964 : Das Konzert (TV)
- 1965 : Der Nachfolger (TV)
- 1966 : Die Tänzerin Fanny Elßler (TV)
- 1966 : Ein Bruderzwist in Habsburg (TV)